# Hamburger Sport-Verein 1992-1993
Questa voce raccoglie le informazioni riguardanti l'Hamburger Sport-Verein nelle competizioni ufficiali della stagione 1992-1993.

## Stagione
Nella stagione 1992-1993 l'Amburgo, allenato da Benno Möhlmann, concluse il campionato di Bundesliga all'11º posto. In Coppa di Germania l'Amburgo fu eliminato al secondo turno dal Karlsruhe.

## Rosa
| N. |                     | Ruolo | Calciatore      |
| -- | ------------------- | ----- | --------------- |
| 1  | Germania (bandiera) | P     | Richard Golz    |
| 3  | Germania (bandiera) | D     | Stefan Schnoor  |
| 4  | Germania (bandiera) | D     | Carsten Kober   |
| 6  | Germania (bandiera) | C     | Jürgen Hartmann |
| 9  | Germania (bandiera) | A     | Karsten Bäron   |
| 21 | Germania (bandiera) | C     | Harald Spörl    |
| 26 | Bulgaria (bandiera) | C     | Jordan Lečkov   |
|    | Germania (bandiera) | P     | Nils Bahr       |
|    | Germania (bandiera) | P     | Andreas Reinke  |
|    | Germania (bandiera) | D     | Markus Babbel   |
|    | Bulgaria (bandiera) | D     | Pavel Dočev     |
|    | Germania (bandiera) | D     | Oliver Möller   |

| N. |                        | Ruolo | Calciatore        |
| -- | ---------------------- | ----- | ----------------- |
|    | Germania (bandiera)    | D     | Frank Rohde       |
|    | Germania (bandiera)    | C     | Jörg Bode         |
|    | Germania (bandiera)    | C     | Armin Eck         |
|    | Germania (bandiera)    | C     | Thomas Lässig     |
|    | Polonia (bandiera)     | C     | Waldemar Matysik  |
|    | Germania (bandiera)    | C     | Michael Spies     |
|    | Germania (bandiera)    | C     | Thomas von Heesen |
|    | Stati Uniti (bandiera) | C     | Peter Woodring    |
|    | Germania (bandiera)    | A     | Marinus Bester    |
|    | Brasile (bandiera)     | A     | Émerson           |
|    | Polonia (bandiera)     | A     | Jan Furtok        |
|    | Germania (bandiera)    | A     | Florian Weichert  |

## Organigramma societario
Area tecnica
- Allenatore: Benno Möhlmann
- Allenatore in seconda:
- Preparatore dei portieri:
- Preparatori atletici:

## Calciomercato

### Sessione estiva
| Acquisti | Acquisti         | Acquisti          | Acquisti |
| R.       | Nome             | da                | Modalità |
| -------- | ---------------- | ----------------- | -------- |
| D        | Markus Babbel    | Bayern Monaco     |          |
| A        | Karsten Bäron    | Hertha Zehlendorf |          |
| A        | Marinus Bester   | Werder Brema      |          |
| D        | Pavel Dočev      | CSKA Sofia        |          |
| C        | Thomas Lässig    | Hansa Rostock     |          |
| C        | Jordan Lečkov    | CSKA Sofia        |          |
| C        | Michael Spies    | Hansa Rostock     |          |
| A        | Florian Weichert | Hansa Rostock     |          |
| C        | Peter Woodring   | Wiesbaden         |          |

| Cessioni | Cessioni             | Cessioni           | Cessioni |
| R.       | Nome                 | a                  | Modalità |
| -------- | -------------------- | ------------------ | -------- |
| D        | Holger Ballwanz      | Wolfsburg          |          |
| D        | Dietmar Beiersdorfer | Werder Brema       |          |
| C        | Jens Bochert         | Rouen              |          |
| A        | Ryszard Cyroń        | Fortuna Düsseldorf |          |
| C        | Detlev Dammeier      | Wolfsburg          |          |
| A        | Uwe Eckel            | Lubecca            |          |
| A        | Nando                | Internacional      |          |
| D        | Thomas Stratos       | Saarbrücken        |          |
| A        | Herbert Waas         | Zurigo             |          |

### Sessione invernale
| Acquisti | Acquisti | Acquisti | Acquisti |
| R.       | Nome     | da       | Modalità |
| -------- | -------- | -------- | -------- |

| Cessioni | Cessioni | Cessioni | Cessioni |
| R.       | Nome     | a        | Modalità |
| -------- | -------- | -------- | -------- |

## Risultati

### Bundesliga

#### Girone di andata
| Arbitro: | Stenzel |

|          |           |             |
| Bode 79’ | Marcatori | 82’ Gaudino |

| Arbitro: | Gläser |

|            |           |              |
| Jähnig 15’ | Marcatori | 83’ Weichert |

| Arbitro: | Heynemann |

|  |           |          |
|  | Marcatori | 54’ Wück |

| Arbitro: | Kiefer |

|                              |           |                        |
| Ordenewitz 25’ Steinmann 70’ | Marcatori | 54’ Rohde 84’ Weichert |

| Amburgo 2 settembre 1992, ore 20:00 CEST 5ª giornata | Amburgo   | 0 – 0 referto | Bayer Leverkusen | Volksparkstadion (12 000 spett.)\| Arbitro: \| Scheuerer \| |
| Arbitro:                                             | Scheuerer |               |                  |                                                             |

| Arbitro: | Theobald |

|                                                 |           |  |
| Ziege 51’ Wohlfarth 54’ Helmer 59’ Oliveira 64’ | Marcatori |  |

| Arbitro: | Habermann |

|            |           |                |
| Lečkov 52’ | Marcatori | 54’, 88’ Rolff |

| Arbitro: | Best |

|                      |           |                       |
| Prinzen 34’ Fink 60’ | Marcatori | 61’ Bester 77’ Lečkov |

| Arbitro: | Boos |

|                         |           |  |
| Hartmann 15’ Bester 89’ | Marcatori |  |

| Arbitro: | Merk |

|                                          |           |           |
| Rummenigge 65’ Povlsen 71’ Chapuisat 77’ | Marcatori | 32’ Spörl |

| Arbitro: | Berg |

|           |           |                            |
| Bäron 56’ | Marcatori | 47’ Freund 54’ Anderbrügge |

| Mönchengladbach 31 ottobre 1992, ore 15:30 CET 12ª giornata | Borussia M'gladbach | 0 – 0 referto | Amburgo | Bökelbergstadion (18 000 spett.)\| Arbitro: \| Ziller \| |
| Arbitro:                                                    | Ziller              |               |         |                                                          |

| Arbitro: | Schmidhuber |

|                                  |           |  |
| Hartmann 9’ Bester 13’ Bäron 22’ | Marcatori |  |

| Arbitro: | Löwer |

|  |           |                            |
|  | Marcatori | 22’ Schnoor 54’, 87’ Bäron |

| Arbitro: | Aust |

|                        |           |                                 |
| Marin 33’ Witeczek 44’ | Marcatori | 75’ (rig.) Spörl 78’ von Heesen |

| Amburgo 4 dicembre 1992, ore 20:00 CET 16ª giornata | Amburgo | 0 – 0 referto | Werder Brema | Volksparkstadion (46 000 spett.)\| Arbitro: \| Fux \| |
| Arbitro:                                            | Fux     |               |              |                                                       |

| Arbitro: | Dardenne |

|                               |           |                                    |
| Yeboah 3’ Rahn 13’ Okocha 36’ | Marcatori | 22’ Rohde 64’ Spies 66’ von Heesen |

#### Girone di ritorno
| Arbitro: | Krug |

|             |           |                   |
| Dubajić 13’ | Marcatori | 44’ (rig.) Furtok |

| Arbitro: | Weber |

|            |           |          |
| Furtok 65’ | Marcatori | 42’ Pilz |

| Arbitro: | Führer |

|              |           |  |
| Eckstein 70’ | Marcatori |  |

| Arbitro: | Albrecht |

|                            |           |  |
| Eck 7’ von Heesen 68’, 89’ | Marcatori |  |

| Arbitro: | Fröhlich |

|             |           |                  |
| Fischer 14’ | Marcatori | 38’ (rig.) Rohde |

| Arbitro: | Heynemann |

|                                   |           |              |
| von Heesen 23’ Furtok 70’ Eck 80’ | Marcatori | 86’ Jorginho |

| Arbitro: | Krug |

|                   |           |  |
| Bender 50’ (rig.) | Marcatori |  |

| Arbitro: | Boos |

|            |           |             |
| Lečkov 31’ | Marcatori | 63’ Wolters |

| Arbitro: | Theobald |

|          |           |                       |
| Aden 61’ | Marcatori | 38’ Furtok 53’ Lečkov |

| Arbitro: | Best |

|           |           |               |
| Bäron 87’ | Marcatori | 56’, 77’ Zorc |

| Gelsenkirchen 28 aprile 1993, ore 20:00 CEST 28ª giornata | Schalke 04 | 0 – 0 referto | Amburgo | Parkstadion (25 000 spett.)\| Arbitro: \| Strigel \| |
| Arbitro:                                                  | Strigel    |               |         |                                                      |

| Arbitro: | Löwer |

|  |           |                          |
|  | Marcatori | 41’ Kastenmaier 83’ Neun |

| Arbitro: | Kiefer |

|  |           |                |
|  | Marcatori | 15’, 74’ Bäron |

| Arbitro: | Assenmacher |

|                        |           |  |
| Weichert 84’ Bäron 88’ | Marcatori |  |

| Arbitro: | Dardenne |

|                             |           |                     |
| Weichert 38’ von Heesen 42’ | Marcatori | 67’ Haber 72’ Zeyer |

| Arbitro: | Merk |

|                                                |           |  |
| Herzog 31’, 90’ Rufer 36’ (rig.), 87’ Kohn 70’ | Marcatori |  |

| Arbitro: | Scheuerer |

|            |           |                        |
| Babbel 72’ | Marcatori | 27’ Yeboah 73’ Schmitt |

### Coppa di Germania
| Arbitro: | Kentsch |

|                                                            |                      |                                                       |
| Oswald 36’ Haselbach 81’                                   | Marcatori            | 19’ Lečkov 82’ Dočev                                  |
| Haselbach Kentschke Happe Hanke Stöver Kurth Müller Oswald | Tiri di rigore 7 – 8 | Bester Lečkov Rohde von Heesen Spies Spörl Dočev Golz |

| Arbitro: | Schmidhuber |

|                                                          |           |                |
| Krieg 3’ Wittwer 17’ (rig.) Lečkov 22’ (aut.) Šmarov 88’ | Marcatori | 5’, 12’ Bester |

## Statistiche

### Statistiche di squadra
| Competizione      | Punti | In casa | In casa | In casa | In casa | In casa | In casa | In trasferta | In trasferta | In trasferta | In trasferta | In trasferta | In trasferta | Totale | Totale | Totale | Totale | Totale | Totale | DR |
| Competizione      | Punti | G       | V       | N       | P       | Gf      | Gs      | G            | V            | N            | P            | Gf           | Gs           | G      | V      | N      | P      | Gf     | Gs     | DR |
| ----------------- | ----- | ------- | ------- | ------- | ------- | ------- | ------- | ------------ | ------------ | ------------ | ------------ | ------------ | ------------ | ------ | ------ | ------ | ------ | ------ | ------ | -- |
| Bundesliga        | 31    | 17      | 5       | 6       | 6       | 22      | 17      | 17           | 3            | 9            | 5            | 20           | 27           | 34     | 8      | 15     | 11     | 42     | 44     | -2 |
| Coppa di Germania | -     | 0       | 0       | 0       | 0       | 0       | 0       | 2            | 0            | 1            | 1            | 4            | 6            | 2      | 0      | 1      | 1      | 4      | 6      | -2 |
| Totale            | 31    | 17      | 5       | 6       | 6       | 22      | 17      | 19           | 3            | 10           | 6            | 24           | 33           | 36     | 8      | 16     | 12     | 46     | 50     | -4 |

### Andamento in campionato
| Giornata  | 1 | 2 | 3  | 4  | 5  | 6  | 7  | 8  | 9  | 10 | 11 | 12 | 13 | 14 | 15 | 16 | 17 | 18 | 19 | 20 | 21 | 22 | 23 | 24 | 25 | 26 | 27 | 28 | 29 | 30 | 31 | 32 | 33 | 34 |
| --------- | - | - | -- | -- | -- | -- | -- | -- | -- | -- | -- | -- | -- | -- | -- | -- | -- | -- | -- | -- | -- | -- | -- | -- | -- | -- | -- | -- | -- | -- | -- | -- | -- | -- |
| Luogo     | C | T | C  | T  | C  | T  | C  | T  | C  | T  | C  | T  | C  | T  | T  | C  | T  | T  | C  | T  | C  | T  | C  | T  | C  | T  | C  | T  | C  | T  | C  | C  | T  | C  |
| Risultato | N | N | P  | N  | N  | P  | P  | N  | V  | P  | P  | N  | V  | V  | N  | N  | N  | N  | N  | P  | V  | N  | V  | P  | N  | V  | P  | N  | P  | V  | V  | N  | P  | P  |
| Posizione | 7 | 9 | 15 | 13 | 13 | 17 | 17 | 16 | 15 | 14 | 17 | 16 | 13 | 13 | 11 | 12 | 12 | 11 | 11 | 12 | 10 | 10 | 9  | 11 | 11 | 10 | 11 | 11 | 11 | 11 | 11 | 11 | 11 | 11 |

Legenda:

Luogo: C = Casa; T = Trasferta. Risultato: V = Vittoria; N = Pareggio; P = Sconfitta.

### Statistiche dei giocatori
| Giocatore     | Bundesliga | Bundesliga | Bundesliga  | Bundesliga | Coppa di Germania | Coppa di Germania | Coppa di Germania | Coppa di Germania | Totale   | Totale | Totale      | Totale     |
| Giocatore     | Presenze   | Reti       | Ammonizioni | Espulsioni | Presenze          | Reti              | Ammonizioni       | Espulsioni        | Presenze | Reti   | Ammonizioni | Espulsioni |
| ------------- | ---------- | ---------- | ----------- | ---------- | ----------------- | ----------------- | ----------------- | ----------------- | -------- | ------ | ----------- | ---------- |
| M. Babbel     | 27         | 1          | 3           | 0          | 0                 | 0                 | 0                 | 0                 | 27       | 1      | 3           | 0          |
| N. Bahr       | 2          | 0          | 0           | 0          | 1                 | 0                 | 0                 | 0                 | 3        | 0      | 0           | 0          |
| M. Bester     | 17         | 3          | 1           | 0          | 2                 | 2                 | 0                 | 0                 | 19       | 5      | 1           | 0          |
| J. Bode       | 19         | 1          | 0           | 0          | 1                 | 0                 | 0                 | 0                 | 20       | 1      | 0           | 0          |
| K. Bäron      | 27         | 8          | 2           | 0          | 1                 | 0                 | 0                 | 0                 | 28       | 8      | 2           | 0          |
| P. Dočev      | 8          | 0          | 2           | 0          | 2                 | 1                 | 0                 | 0                 | 10       | 1      | 2           | 0          |
| A. Eck        | 25         | 2          | 2           | 0          | 1                 | 0                 | 0                 | 0                 | 26       | 2      | 2           | 0          |
| J. Furtok     | 19         | 4          | 1           | 0          | 0                 | 0                 | 0                 | 0                 | 19       | 4      | 1           | 0          |
| R. Golz       | 32         | 0          | 1           | 0          | 1                 | 0                 | 0                 | 0                 | 33       | 0      | 1           | 0          |
| J. Hartmann   | 33         | 2          | 6           | 0          | 1                 | 0                 | 0                 | 0                 | 34       | 2      | 6           | 0          |
| C. Kober      | 32         | 0          | 6           | 1          | 2                 | 0                 | 1                 | 0                 | 34       | 0      | 7           | 1          |
| Y. Lečkov     | 29         | 4          | 1           | 0          | 2                 | 1                 | 0                 | 0                 | 31       | 5      | 1           | 0          |
| T. Lässig     | 0          | 0          | 0           | 0          | 1                 | 0                 | 0                 | 0                 | 1        | 0      | 0           | 0          |
| W. Matysik    | 25         | 0          | 3           | 0          | 1                 | 0                 | 0                 | 0                 | 26       | 0      | 3           | 0          |
| O. Möller     | 1          | 0          | 0           | 0          | 1                 | 0                 | 0                 | 0                 | 2        | 0      | 0           | 0          |
| A. Reinke     | 0          | 0          | 0           | 0          | 0                 | 0                 | 0                 | 0                 | 0        | 0      | 0           | 0          |
| F. Rohde      | 34         | 3          | 3           | 0          | 2                 | 0                 | 1                 | 0                 | 36       | 3      | 4           | 0          |
| S. Schnoor    | 19         | 1          | 4           | 0          | 0                 | 0                 | 0                 | 0                 | 19       | 1      | 4           | 0          |
| M. Spies      | 14         | 1          | 1           | 0          | 2                 | 0                 | 1                 | 0                 | 16       | 1      | 2           | 0          |
| H. Spörl      | 23         | 2          | 2           | 0          | 2                 | 0                 | 1                 | 0                 | 25       | 2      | 3           | 0          |
| F. Weichert   | 20         | 4          | 6           | 0          | 2                 | 0                 | 0                 | 0                 | 22       | 4      | 6           | 0          |
| P. Woodring   | 4          | 0          | 0           | 0          | 0                 | 0                 | 0                 | 0                 | 4        | 0      | 0           | 0          |
| T. von Heesen | 31         | 6          | 2           | 0          | 1                 | 0                 | 0                 | 0                 | 32       | 6      | 2           | 0          |
| É. Émerson    | 0          | 0          | 0           | 0          | 0                 | 0                 | 0                 | 0                 | 0        | 0      | 0           | 0          |